# André Vladimirovich da Rússia
O grão-duque André Vladimirovich da Rússia (14 de Maio de 1879 – 30 de Outubro de 1956) foi o filho mais novo do grão-duque Vladimir Alexandrovich da Rússia e da sua esposa, a grã-duquesa Maria Pavlovna da Rússia. Escapou da Rússia após a Revolução Russa de 1917 e casou-se com a sua amante de longa data, Matilde Kchessinka, em 1921. Reclamou a paternidade do filho de Matilde, o príncipe Vladimir Romanovsky-Krasinsky.

## Biografia
André foi apresentado a Matilde pelos seus irmãos mais velhos, Cyrill e Boris. Matilde era uma bailarina que tinha sido anteriormente amante de dois dos seus primos, o czar Nicolau II e o grão-duque Sérgio Mikhailovich da Rússia. A bailarina gostou do aspecto de André quando o conheceu pela primeira vez, como descreveu nas suas memórias: "Era excepcionalmente bem-parecido e também muito tímido, o que não estragou as coisas de maneira nenhuma, muito pelo contrário! Durante o jantar, entornou acidentalmente um copo de vinho tinto no meu vestido. Longe de ficar zangada, vi esta profecia feliz (…) A partir daquele momento o meu coração encheu-se de uma emoção que eu não sentia há muito tempo."
André e a sua família ficaram em Paris após a Revolução Russa. O grão-duque foi um dos poucos membros da família Romanov a acreditar nas afirmações de Anna Anderson, uma mulher que dizia ser a filha mais nova do czar Nicolau II, a grã-duquesa Anastásia Nikolaevna Romanova. Quando André a viu pela primeira vez, afirmou que “é uma crença inabalável (…) O rosto dela mostra a mais profunda tristeza, mas, quando sorri, é Anastásia, sem dúvida.” André ofereceu-lhe apoio na sua luta e apoio financeiro durante toda a sua vida.
André sofreu bastante durante a Segunda Guerra Mundial quando o seu filho Vladimir, que tinha sido um jovem revolucionário e visto pelo Partido Nazi como pró-soviético, foi preso num campo de concentração germânico por 119 dias. André visitou o quartel-geral da Policia Alemã várias vezes e pediu ajuda aos refugiados russos para a libertação do filho, mas ninguém o ajudou.
André e a sua esposa viveram em Paris, onde gostavam da diversão que a cidade oferecia. Ao contrário do seu irmão Cyrill não se interessava minimamente por política. Morreu em 1956, aos setenta-e-sete anos.

## Genealogia
| André Vladimirovich | Pai: Vladimir Alexandrovich da Rússia | Avô paterno: Alexandre II da Rússia                          | Bisavô paterno: Nicolau I da Rússia                        |
| André Vladimirovich | Pai: Vladimir Alexandrovich da Rússia | Avô paterno: Alexandre II da Rússia                          | Bisavó paterna: Alexandra Feodorovna (Carlota da Prússia)  |
| André Vladimirovich | Pai: Vladimir Alexandrovich da Rússia | Avó paterna: Maria Alexandrovna (Maria de Hesse-Darmstadt)   | Bisavô paterno: Luís II, Grão-duque de Hesse               |
| André Vladimirovich | Pai: Vladimir Alexandrovich da Rússia | Avó paterna: Maria Alexandrovna (Maria de Hesse-Darmstadt)   | Bisavó paterna: Guilhermina de Baden                       |
| André Vladimirovich | Mãe: Maria Pavlovna da Rússia         | Avô materno: Frederico Francisco II de Mecklemburgo-Schwerin | Bisavô materno: Paulo Frederico I de Mecklemburgo-Schwerin |
| André Vladimirovich | Mãe: Maria Pavlovna da Rússia         | Avô materno: Frederico Francisco II de Mecklemburgo-Schwerin | Bisavó materna: Frederico Luís de Mecklemburgo-Schwerin    |
| André Vladimirovich | Mãe: Maria Pavlovna da Rússia         | Avó materna: Augusta de Reuss-Köstritz                       | Bisavô materno: Henrique LXIII de Reuss-Köstritz           |
| André Vladimirovich | Mãe: Maria Pavlovna da Rússia         | Avó materna: Augusta de Reuss-Köstritz                       | Bisavó materna: Leonor de Stolberg-Wernigerode             |